# Rita Guerreiro
Rita Louro Guerreiro é uma investigadora portuguesa.
Rita Guerreiro trabalha como investigadora no laboratório Guerreiro-Bras integrado no departamento de Neurociência Molecular do Instituto de Neurologia da University College London (UCL). Este laboratório é chefiado pela própria e por seu marido José Miguel Brás.

## Prémios
- Prémio Europeu do Jovem Investigador 2014 atribuído pela Association pour la Recherche sur Alzheimer, premiando a investigação sobre as mutações do gene TREM2[2]